# Lepidotrigla
Lepidotrigla is een geslacht van straalvinnige vissen uit de familie van ponen (Triglidae). Het geslacht is voor het eerst wetenschappelijk beschreven in 1860 door Guenther.

## Soorten
De volgende soorten zijn bij het geslacht ingedeeld:
- Lepidotrigla abyssalis (Jordan & Starks, 1904)
- Lepidotrigla alata (Houttuyn, 1782)
- Lepidotrigla alcocki (Regan, 1908)
- Lepidotrigla annamarae (del Cerro & Lloris, 1997)
- Lepidotrigla argus (Ogilby, 1910)
- Lepidotrigla argyrosoma (Fowler, 1938)
- Lepidotrigla bentuviai (Richards & Saksena, 1977)
- Lepidotrigla bispinosa (Steindachner, 1898)
- Lepidotrigla brachyoptera (Hutton, 1872)
- Lepidotrigla cadmani (Regan, 1915)
- Lepidotrigla calodactyla (Ogilby, 1910)
- Lepidotrigla carolae (Richards, 1968)
- Lepidotrigla cavillone (Lacépède, 1801)
- Lepidotrigla deasoni (Herre & Kauffman, 1952)
- Lepidotrigla dieuzeidei (Blanc & Hureau, 1973)
- Lepidotrigla eydouxii (Sauvage, 1878)
- Lepidotrigla faurei (Gilchrist & Thompson, 1914)
- Lepidotrigla grandis (Ogilby, 1910)
- Lepidotrigla guentheri (Hilgendorf, 1879)
- Lepidotrigla hime (Matsubara & Hiyama, 1932)
- Lepidotrigla japonica (Bleeker, 1854)
- Lepidotrigla jimjoebob (Richards, 1992)
- Lepidotrigla kanagashira (Kamohara, 1936)
- Lepidotrigla kishinouyi (Snyder, 1911)
- Lepidotrigla larsoni (del Cerro & Lloris, 1997)
- Lepidotrigla lepidojugulata (Li, 1981)
- Lepidotrigla longifaciata (Yatou, 1981)
- Lepidotrigla longimana (Li, 1981)
- Lepidotrigla longipinnis (Alcock, 1890)
- Lepidotrigla macrobrachia (Fowler, 1938)
- Lepidotrigla marisinensis Fowler, 1938)
- Lepidotrigla microptera (Günther, 1873)
- Lepidotrigla modesta (Waite, 1899)
- Lepidotrigla mulhalli (Macleay, 1884)
- Lepidotrigla multispinosa (Smith, 1934)
- Lepidotrigla musorstom (del Cerro & Lloris, 1997)
- Lepidotrigla nana (del Cerro & Lloris, 1997)
- Lepidotrigla oglina (Fowler, 1938)
- Lepidotrigla omanensis (Regan, 1905)
- Lepidotrigla papilio (Cuvier, 1829)
- Lepidotrigla pectoralis (Fowler, 1938)
- Lepidotrigla pleuracanthica (Richardson, 1845)
- Lepidotrigla punctipectoralis (Fowler, 1938)
- Lepidotrigla robinsi (Richards, 1997)
- Lepidotrigla russelli (del Cerro & Lloris, 1995)
- Lepidotrigla sayademalha (Richards, 1992)
- Lepidotrigla sereti (del Cerro & Lloris, 1997)
- Lepidotrigla spiloptera (Günther, 1880)
- Lepidotrigla spinosa (Gomon, 1987)
- Lepidotrigla umbrosa (Ogilby, 1910)
- Lepidotrigla vanessa (Richardson, 1839)
- Lepidotrigla vaubani (del Cerro & Lloris, 1997)
- Lepidotrigla venusta (Fowler, 1938)